# Liste der Äbte von Weltenburg
Die folgenden Personen waren Äbte des Klosters Weltenburg:
- Heiliger Eustasius
- Heiliger Agilus
- Sigido 772
- Adalwart um 820
- Wisunt 2. Hälfte 9. Jh., 997
- Puolo um 1030–1040
- Brunger 2. Hälfte 11. Jh.
- Alberich 2. Hälfte 11. Jh.
- Eberhard um 1080
- Wigmann letztes Drittel 11. Jh.
- Waltchun vor 1089
- Bernold vor 1089–1110/20
- Berthold vor 1123
- Hartwich um 1123–1128 (Propst)
- Friedrich I. um 1128–1132/35
- Gottschalk um 1133/35
- Johannes I. um 1140–1164/67
- Heinrich I. um 1180/84
- Herrand um 1187/90
- Konrad I.
- Rüger I.
- Wolfram 1220, 1225/27
- Erchanger 1227–um 1234/40
- Albert 1240, 1244
- Pernger 1251
- Friedrich II. 1259
- Bruno 1263, 1267
- Arnold
- Konrad II. 1277,1283
- Heinrich II. 1290, 1291
- Gerung 1293
- Herwich 1294, 1322
- Konrad III. Auer 1323, 1328
- Meinhard I. 1337, 1352
- Ernst I. 1358
- Meinhard II. 1363
- Ernst II. ? 1366
- Konrad IV. 1368, 1375
- Rüger II. 1379, 1381
- Diepold 1389, 1390
- Andreas 1395–1411
- Petrus 1411–1413
- Michael Pogenhauser 1416–1422
- Nikolaus 1423–1441
- Konrad V. 1441–1450
- Heinrich III. 1451–1480
- Wolfgang I. Bringsauf 1480–1481
- Johannes I. Stör 1481
- Wolfgang I. Bringsauf 1481–1490
- Ulrich II. 490–1505
- Johannes II. Stör 1507–1535
  - Thomas Bauer 1535–1537 (Administrator)
  - Augustin 1537–1538 (Administrator)
- Fabian Lehner 1538–1553
- Michael II. Häusler 1553–1556
  - Christoph Preiler 1562 (Administrator)
  - Augustin Zickl 1562–1565 (Administrator)
- Andreas Plazidus Gärtner 1565–1588
- Wolfgang II. Vilsmair 1591–1598 (Administrator 1588–1591)
- Cyriacus Empl 1598–1610
- Melchior Miller 1611–1624
- Erasmus Eisenmair 1624–1626
- Mathias Abelin 1626–1659
- Christoph Stöckl 1659–1667
- Johannes Oelhafen 1667–1689
- Georg Echter 1690
- Ignatius Senser 1691–1696
- Korbinian Windhar 1696–1708
- Augustin Mair 1709–1711
  - Maurus Aicher 1711–1713 (Administrator)
- Maurus I. Bächl 1713–1743
- Maurus II. Kammermair 1744–1777
- Rupert Waxlhäuser 1778–1786
- Benedikt Werner 1786–1803
- Säkularisation

Priore
- Franz Xaver Sulzbeck 1842–1847
- Benedikt Niedermayer 1847–1848
- Maximilian Pronet 1849–1874
- Michael Leeb 1874–1902

Äbte
- Maurus Weingart 1913–1923 (Prior 1903–1913)
- Emmeram Gilg 1923–1968
  - Wolfgang Schmid 1968–1973 (Prior-Administrator)
- Thomas Niggl 1976–1995 (Prior-Administrator 1973–1976)
- Thomas Maria Freihart seit 1998 (Prior-Administrator 1995–1998)